# John Beilein
John Beilein , (nacido el 5 de febrero de 1953 en Burt, Nueva York) es un entrenador de baloncesto estadounidense.

## Trayectoria
- Newfane HS (1975–1978)
- Erie CC (1978–1982)
- Nazareth (1982–1983)
- Le Moyne College (1983–1992)
- Canisius (1992–1997)
- Universidad de Richmond (1997–2002)
- Universidad de West Virginia (2002–2007)
- Universidad de Míchigan (2007–2019)
- Cleveland Cavaliers (2019-2020)